# Alexeï Batrakov
Alekseï Andreyevitch Batrakov (en russe : Алексей Андреевич Батраков), né le 9 juin 2005 à Orekhovo-Zouïevo en Russie, est un footballeur international russe qui évolue au poste de milieu offensif au Lokomotiv Moscou.

## Biographie

### En sélection
Batrakov est appelé pour la première fois en équipe de Russie en août 2024, mais reste sur le banc face au Viêt Nam,.
Il fais ses débuts deux mois plus tard, le 15 novembre 2024 face à Brunei. Il rentre en jeu à la 77e minute et marque son premier but en sélection pour une victoire record onze à zéro.
| Buts internationaux d'Alexeï Batrakov | Buts internationaux d'Alexeï Batrakov | Buts internationaux d'Alexeï Batrakov | Buts internationaux d'Alexeï Batrakov | Buts internationaux d'Alexeï Batrakov | Buts internationaux d'Alexeï Batrakov | Buts internationaux d'Alexeï Batrakov |
|                                       | Date                                  | Lieu                                  | Adversaire                            | Score                                 | Résultat                              | Compétition                           |
| ------------------------------------- | ------------------------------------- | ------------------------------------- | ------------------------------------- | ------------------------------------- | ------------------------------------- | ------------------------------------- |
| 1                                     | 15 novembre 2024                      | Stade FK Krasnodar, Krasnodar, Russie | Brunei                                | 10 - 0                                | 11 - 0                                | Match amical                          |
| 2                                     | 25 mars 2025                          | VTB Arena, Moscou, Russie             | Zambie                                | 5 - 0                                 | 5 - 0                                 | Match amical                          |

## Palmarès

### Distinctions individuelles
- Joueur du mois en championnat de Russie en septembre 2024[4]